# Tatsuya Kamohara
Tatsuya Kamohara (蒲原 達也 Kamohara Tatsuya?, nacido el 8 de julio de 1983 en Saga) es un exfutbolista japonés. Jugaba de centrocampista y su último club fue el FC Machida Zelvia de Japón.

## Trayectoria

### Clubes
| Club              | País  | Año         |
| ----------------- | ----- | ----------- |
| Sagan Tosu        | Japón | 2006 - 2007 |
| FC Ryukyu         | Japón | 2007        |
| FC Machida Zelvia | Japón | 2008 - 2010 |